# Coppa Italia di Serie A2 2008-2009 (pallavolo femminile)
La Coppa Italia di Serie A2 di pallavolo femminile 2008-2009 si è svolta dal 29 ottobre al 22 marzo 2009: al torneo hanno partecipato 12 squadre italiane di club e la vittoria finale è andata per la prima volta al Parma.

## Regolamento
Le quattordici squadre partecipanti al campionato di Serie A2 2008-09 si sono sfidate in ottavi di finale (a cui non hanno partecipato le prime due teste di serie nel ranking iniziale di stagione) con gare di andata e ritorno (in caso di una vittoria a testa dopo le due partite, si è qualificata la formazione con miglior quoziente set e in caso di ulteriore parità si è disputato un golden set) ed accoppiamenti in funzione della vicinanza geografica; le vincenti e le due teste di serie hanno quindi disputato quarti di finale organizzati in gare di andata e ritorno con le medesime regole del turno precedente ed accoppiamenti definiti in funzione del posizionamento in classifica al termine del girone d'andata del campionato, semifinali e finale in gara unica.

## Squadre partecipanti
| Squadra             | Qualificazione | Ultima partecipazione              |
| ------------------- | -------------- | ---------------------------------- |
| Aprilia             | -              | Debutto                            |
| Accademia Benevento | -              | Debutto                            |
| Brunelli            | -              | Coppa Italia di Serie A2 2006-07   |
| Donoratico          | -              | Debutto                            |
| Esperia             | -              | Coppa Italia di Serie A2 2006-07   |
| Forlì               | -              | Coppa Italia di Serie A2 2001-2002 |
| Life Milano         | -              | Debutto                            |
| Parma               | -              | Debutto                            |
| River               | -              | Coppa Italia di Serie A2 2006-07   |
| Robur Tiboni Urbino | -              | Coppa Italia di Serie A2 2006-07   |
| Roma                | -              | Coppa Italia di Serie A2 2006-07   |
| San Vito            | -              | Debutto                            |
| Villa Cortese       | -              | Debutto                            |
| Volta               | -              | Coppa Italia di Serie A2 2006-07   |

## Torneo

### Tabellone
|  | Ottavi              | Ottavi | Ottavi |  |          | Quarti      | Quarti | Quarti |  |             | Semifinali | Semifinali |  |          | Finale | Finale |
|  |                     |        |        |  |          |             |        |        |  |             |            |            |  |          |        |        |
|  |                     |        |        |  |          | Forlì       | 0      | 1      |  |             |            |            |  |          |        |        |
|  |                     |        |        |  |          | Forlì       | 0      | 1      |  |             |            |            |  |          |        |        |
|  |                     |        |        |  |          | Life Milano | 3      | 3      |  |             |            |            |  |          |        |        |
|  |                     |        |        |  |          | Life Milano | 3      | 3      |  |             |            |            |  |          |        |        |
|  |                     |        |        |  |          |             |        |        |  |             |            |            |  |          |        |        |
|  |                     |        |        |  |          |             |        |        |  |             |            |            |  |          |        |        |
|  |                     |        |        |  |          |             |        |        |  | Life Milano | 1          |            |  |          |        |        |
|  |                     |        |        |  |          |             |        |        |  | Life Milano | 1          |            |  |          |        |        |
|  |                     |        |        |  |          |             |        |        |  |             | Brunelli   | 3          |  |          |        |        |
|  | Aprilia             | 0      | 315    |  |          |             |        |        |  |             | Brunelli   | 3          |  |          |        |        |
|  | Aprilia             | 0      | 315    |  |          |             |        |        |  |             |            |            |  |          |        |        |
|  | Roma                | 3      | 09     |  |          |             |        |        |  |             |            |            |  |          |        |        |
|  | Roma                | 3      | 09     |  | Aprilia  | 1           | 1      |        |  |             |            |            |  |          |        |        |
|  |                     |        |        |  |          |             | 1      |        |  |             |            |            |  |          |        |        |
|  |                     |        |        |  |          | Brunelli    | 3      | 3      |  |             |            |            |  |          |        |        |
|  | Robur Tiboni Urbino | 1      | 3      |  |          |             |        |        |  |             |            |            |  |          |        |        |
|  | Robur Tiboni Urbino | 1      | 3      |  |          |             |        |        |  |             |            |            |  |          |        |        |
|  | Brunelli            | 3      | 2      |  |          |             |        |        |  |             |            |            |  |          |        |        |
|  | Brunelli            | 3      | 2      |  |          |             |        |        |  |             |            |            |  | Brunelli | 2      |        |
|  |                     |        |        |  |          |             |        |        |  |             |            |            |  | Brunelli | 2      |        |
|  |                     |        |        |  |          |             |        |        |  |             |            |            |  |          | Parma  | 3      |
|  | Volta               | 0      | 1      |  |          |             |        |        |  |             |            |            |  |          | Parma  | 3      |
|  | Volta               | 0      | 1      |  |          |             |        |        |  |             |            |            |  |          |        |        |
|  | Esperia             | 3      | 3      |  |          |             |        |        |  |             |            |            |  |          |        |        |
|  | Esperia             | 3      | 3      |  | Esperia  | 3           | 0      |        |  |             |            |            |  |          |        |        |
|  |                     |        |        |  | Esperia  | 3           | 0      |        |  |             |            |            |  |          |        |        |
|  |                     |        |        |  |          | River       | 1      | 3      |  |             |            |            |  |          |        |        |
|  | Villa Cortese       | 3      | 0      |  |          |             |        | 3      |  |             |            |            |  |          |        |        |
|  | Villa Cortese       | 3      | 0      |  |          |             |        |        |  |             |            |            |  |          |        |        |
|  | River               | 2      | 3      |  |          |             |        |        |  |             |            |            |  |          |        |        |
|  | River               | 2      | 3      |  |          |             |        |        |  | River       | 1          |            |  |          |        |        |
|  |                     |        |        |  |          |             |        |        |  | River       | 1          |            |  |          |        |        |
|  |                     |        |        |  |          |             |        |        |  |             | Parma      | 3          |  |          |        |        |
|  | Accademia Benevento | 1      | 0      |  |          |             |        |        |  |             | Parma      | 3          |  |          |        |        |
|  | Accademia Benevento | 1      | 0      |  |          |             |        |        |  |             |            |            |  |          |        |        |
|  | San Vito            | 3      | 3      |  |          |             |        |        |  |             |            |            |  |          |        |        |
|  | San Vito            | 3      | 3      |  | San Vito | 3           | 0      |        |  |             |            |            |  |          |        |        |
|  |                     |        |        |  | San Vito | 3           | 0      |        |  |             |            |            |  |          |        |        |
|  |                     |        |        |  |          | Parma       | 2      | 3      |  |             |            |            |  |          |        |        |
|  | Donoratico          | 2      | 310    |  |          | Parma       | 2      | 3      |  |             |            |            |  |          |        |        |
|  | Donoratico          | 2      | 310    |  |          |             |        |        |  |             |            |            |  |          |        |        |
|  | Parma               | 3      | 215    |  |          |             |        |        |  |             |            |            |  |          |        |        |
|  | Parma               | 3      | 215    |  |          |             |        |        |  |             |            |            |  |          |        |        |

### Risultati

#### Ottavi di finale

##### Andata
| 29 ottobre 2008 Palazzetto Comunale, Vanzaghello Durata: 2h:01 - Spettatori: 250 | Villa Cortese       | 3 - 2 | River    | 20-25, 18-25, 25-22, 25-15, 15-12 |
| 29 ottobre 2008 PalaValle, Volta Mantovana Durata: 1h:26 - Spettatori: ?         | Volta               | 0 - 3 | Esperia  | 18-25, 23-25, 28-30               |
| 29 ottobre 2008 PalaVolley, Castagneto Carducci Durata: 1h:54 - Spettatori: ?    | Donoratico          | 2 - 3 | Parma    | 22-25, 25-19, 18-25, 25-18, 12-15 |
| 29 ottobre 2008 PalaMondolce, Urbino Durata: 1h:34 - Spettatori: 200             | Robur Tiboni Urbino | 1 - 3 | Brunelli | 25-19, 19-25, 17-25, 18-25        |
| 29 ottobre 2008 PalaLavinium, Pomezia Durata: 1h:39 - Spettatori: ?              | Aprilia             | 0 - 3 | Roma     | 28-30, 17-25, 18-25               |
| 29 ottobre 2008 PalaTedeschi, Benevento Durata: 1h:44 - Spettatori: 150          | Accademia Benevento | 1 - 3 | San Vito | 25-20, 22-25, 19-25, 22-25        |

##### Ritorno
| 19 novembre 2008 PalaFranzanti, Piacenza Durata: 1h:14 - Spettatori: 495                | River    | 3 - 0 | Villa Cortese       | 25-21, 25-19, 25-20                                 |
| 19 novembre 2008 Palasport Mario Radi, Cremona Durata: 1h:49 - Spettatori: 133          | Esperia  | 3 - 1 | Volta               | 25-23, 20-25, 25-21, 28-26                          |
| 19 novembre 2008 Palazzetto dello Sport, La Spezia Durata: 2h:07 - Spettatori: 300      | Parma    | 2 - 3 | Donoratico          | 18-25, 25-20, 20-25, 25-17, 11-15 Golden set: 15-10 |
| 19 novembre 2008 Palazzetto dello Sport, Nocera Umbra Durata: 1h:56 - Spettatori: 150   | Brunelli | 2 - 3 | Robur Tiboni Urbino | 21-25, 22-25, 25-23, 25-21, 13-15                   |
| 19 novembre 2008 PalaFonte, Roma Durata: 1h:28 - Spettatori: 80                         | Roma     | 0 - 3 | Aprilia             | 23-25, 23-25, 16-25 Golden set: 9-15                |
| 19 novembre 2008 PalaMacchitella, San Vito dei Normanni Durata: 1h:24 - Spettatori: 750 | San Vito | 3 - 0 | Accademia Benevento | 25-23, 25-23, 25-22                                 |

#### Quarti di finale

##### Andata
| 21 gennaio 2009 PalaMacchiatella, San Vito dei Normanni Durata: 1h:44 - Spettatori: 700 | San Vito | 3 - 2 | Parma       | 19-25, 15-25, 25-17, 25-17, 16-14 |
| 21 gennaio 2009 PalaGalassi, Forlì Durata: 1h:10 - Spettatori: ?                        | Forlì    | 0 - 3 | Life Milano | 15-25, 17-25, 20-25               |
| 21 gennaio 2009 PalaLavinium, Pomezia Durata: 1h:38 - Spettatori: ?                     | Aprilia  | 1 - 3 | Brunelli    | 22-25, 18-25, 25-23, 19-25        |
| 21 gennaio 2009 PalaCoim, Offanengo Durata: 1h:47 - Spettatori: 253                     | Esperia  | 3 - 1 | River       | 25-18, 26-24, 21-25, 25-13        |

##### Ritorno
| 28 gennaio 2009 PalaRaschi, Parma Durata: 1h:06 - Spettatori: 192                    | Parma       | 3 - 0 | San Vito | 25-14, 25-17, 25-10        |
| 28 gennaio 2009 Palalido, Milano Durata: ? - Spettatori: 100                         | Life Milano | 3 - 1 | Forlì    | 25-21, 23-25, 30-28, 29-27 |
| 28 gennaio 2009 Palazzetto dello Sport, Nocera Umbra Durata: 1h:38 - Spettatori: 180 | Brunelli    | 3 - 1 | Aprilia  | 25-20, 23-25, 25-21, 25-21 |
| 28 gennaio 2009 PalaFranzanti, Piacenza Durata: 1h:06 - Spettatori: 431              | River       | 3 - 0 | Esperia  | 25-17, 25-16, 25-15        |

#### Semifinali
| 21 marzo 2009 PalaFranzanti, Piacenza Durata: 1h:38 - Spettatori: ?     | Life Milano | 1 - 3 | Brunelli | 19-25, 25-23, 17-25, 13-25 |
| 21 marzo 2009 PalaFranzanti, Piacenza Durata: 1h:44 - Spettatori: 1 300 | River       | 1 - 3 | Parma    | 20-25, 14-25, 25-21, 17-25 |

#### Finale
| 22 marzo 2009 PalaFranzanti, Piacenza Durata: 2h:04 - Spettatori: 970 | Brunelli | 2 - 3 | Parma | 17-25, 22-25, 25-14, 25-14, 15-17 |